# Lukjan Kobylyzja

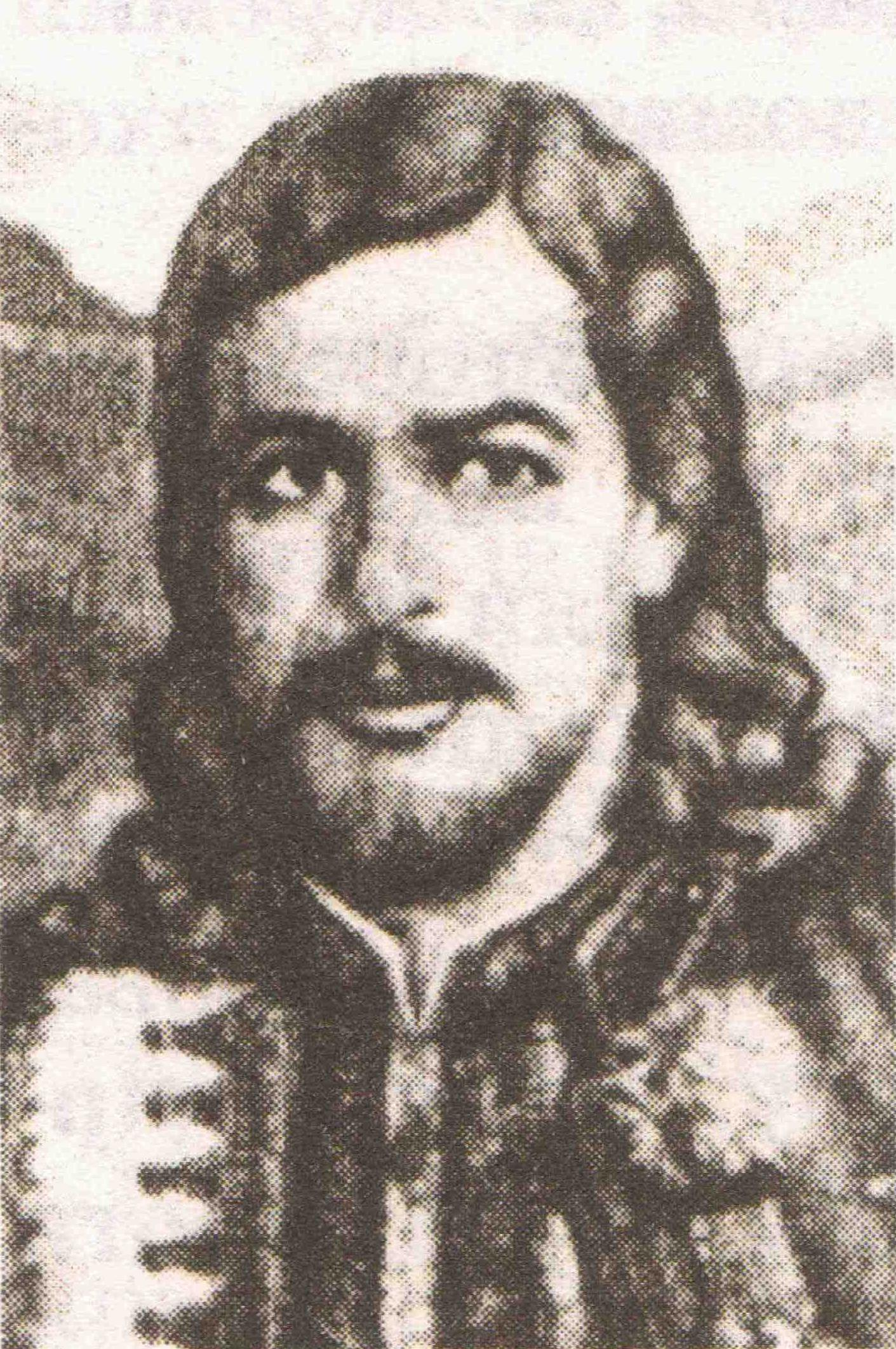
Lukjan Kobylyzja

Lukjan Kobylyzja (auch Lucian Kobylicza; ukrainisch Лук'ян Кобилиця; * 1812 in Putyla, Kreis Bukowina im Kronland Königreich Galizien und Lodomerien des Kaisertums Österreich; † 24. Oktober 1851 in Gura Humora, Herzogtum Bukowina, Kaisertum Österreich) war ein ukrainischer Sozialaktivist und Bauernführer. Er war Anführer der Volksaufstände in der Bukowina von 1843 bis 1844 und von 1848 bis 1849 sowie 1848 Abgeordneter des österreichischen Reichstags.

## Leben
Lukjan Kobylyzja kam 1812 als Sohn Leibeigener Eltern in Putyla in der heute ukrainischen Oblast Tscherniwzi zur Welt. 1839 wurde er von den Bauern zu ihrem öffentlichen Bevollmächtigten gewählt, um ihre Interessen vertreten. Als Reaktion auf das Verbot der Nutzung von Wäldern durch Bauern, weigerten sich Ende 1843 die Bauern von 22 Dörfern in der Bukowina, die ihnen auferlegten Pflichten als Leibeigene auszuführen und forderten dazu die Schaffung ukrainischer Schulen, den freien Zugang zu Wäldern und Weiden und die Gewährung des Status staatlicher Bauern. Im März 1844 wurde der Aufstand mit Hilfe von Regierungstruppen aufgelöst und Kobylyzja festgenommen und eingesperrt.
Während der Märzrevolution wählten ihn die bukowinischen Bauern zum Mitglied des neu entstandenen österreichischen Reichstag in Wien, wo er sich für deren Belange einsetzte. Im November 1848 führte er, als Reaktion auf die begrenzte Bauernreform von 1848 in Galizien, der Bukowina und Transkarpatien einen Aufstand in den Bergdörfern der Bezirke Wyschnyzja und Storoschynez an. Bei diesem Aufstand, der erst im Sommer 1849 durch den Einsatz von Truppen gegen die Rebellen endete, wurden Wälder und Wiesen, deren Besitz den Bauern nach umstritten war, von den Aufständischen beschlagnahmt und zu ihrem Eigentum erklärt.
Im April 1850 wurde Kobylyzja in Schabje festgenommen und starb durch Folter bedingte Krankheit 1851 im Gefängnis von Gura Humora im Nordosten des heutigen Rumäniens.

## Ehrungen
Kobylyzja gilt in der Bukowina als Volksheld. Der ukrainische Dichter Jurij Fedkowytsch schrieb ein Gedicht mit dem Titel Lukjan Kobylyzja, in dem er sein Leben in Form einer Ballade erzählt. und Hryhorij Misjun (Григорій Михайлович Мізюн; 1903–1963) schrieb 1952 das Drama Lukjan Kobylyzja über ihn.